# Rogersville (Alabama)
 Rogersville, Alabama és una població dels Estats Units a l'estat d'Alabama. Segons el cens del 2000 tenia 1.199 habitants, 536 habitatges, i 361 famílies La densitat de població era de 150,3 habitants/km².